# Hatalov
Hatalov (in ungherese Gatály) è un comune della Slovacchia facente parte del distretto di Michalovce, nella regione di Košice.